# Hån (Tännäs socken, Härjedalen, 692893-133728)
Hån är en sjö i Härjedalens kommun i Härjedalen och ingår i Ljusnans huvudavrinningsområde. Sjön har en area på 0,187 kvadratkilometer och ligger 575,1 meter över havet. Sjön avvattnas av vattendraget Tännån.

## Delavrinningsområde
Hån ingår i det delavrinningsområde (692961-133739) som SMHI kallar för Utloppet av Hån. Medelhöjden är 640 meter över havet och ytan är 1,98 kvadratkilometer. Räknas de 42 avrinningsområdena uppströms in blir den ackumulerade arean 348,04 kvadratkilometer. Tännån som avvattnar avrinningsområdet har biflödesordning 2, vilket innebär att vattnet flödar genom totalt 2 vattendrag innan det når havet efter 378 kilometer. Avrinningsområdet består mestadels av skog (68 procent). Avrinningsområdet har 0,18 kvadratkilometer vattenytor vilket ger det en sjöprocent på 9,3 procent. Bebyggelsen i området täcker en yta av 0,21 kvadratkilometer eller 11 procent av avrinningsområdet.